# Medal Ministra Sprawiedliwości
Medal Ministra Sprawiedliwości (duń. Justitsministerens Medalje, skr. Jm.M.) – duńskie cywilne odznaczenie ustanowione 12 kwietnia 2019, przyznawane przez ministra sprawiedliwości zarówno Duńczykom jak i obcokrajowcom, którzy wyróżnili się szczególnie nieustraszonym lub wartym odznaczenia wysiłkiem. W przypadku nadań pośmiertnych medal wręczany jest najbliższej rodzinie odznaczanego.
W duńskiej kolejności starszeństwa odznaczeń znajduje się obecnie (na listopad 2021) za Medalem Ministra Obrony, a przed Medalem Obrony dla Poległych i Rannych na Służbie w wersji dla ranionych.
Administracją medalu zajmuje się Ministerstwo Sprawiedliwości. O medal nie można się ubiegać, trzeba zasłużyć. Wręczany jest wraz z patentem motywacyjnym.
Odznaka ma formę medalu o średnicy 30 mm, wykonywana jest ze srebra i pozłacana. Na awersie znajduje się korona o kształcie znanym z logo ministerstwa, otoczona napisem „JUSTITSMINISTERENS MEDALJE” (pol. MEDAL MINISTRA SPRAWIEDLIWOŚCI). Na rewersie grawerowane jest imię i nazwisko odznaczanego, a także rok otrzymania. Medal mocowany jest do wiązanej w pięciokąt granatowej wstążki z jednym białym paskiem wzdłuż środka wstążki. Drugie nadanie medalu oznaczane jest poprzez umieszczenie na wstążce lub baretce srebrnego dębowego liścia (oznaki męstwa), a trzecie nadanie – złotego dębowego liścia.